# Onthophagus liberianus
Onthophagus liberianus là một loài bọ cánh cứng trong họ Bọ hung (Scarabaeidae).